# Матвеев, Александр Борисович
Алекса́ндр Бори́сович Матве́ев (26 января 1926, Москва — 22 января 2008, Москва) — советский и российский художник театра, живописец, специалист в области архитектурного и театрального освещения, профессор, действительный член Академии электротехнических наук.

## Биография
Родился в семье известного советского зоолога Бориса Степановича Матвеева. После окончания школы поступил сразу в два ВУЗа: Московский энергетический институт (окончил в 1949 году) и в Школу-студию МХАТ на постановочный факультет, который окончил в 1950 году.
После окончания ВУЗов пришёл работать в МХАТ, но вскоре, в 1951 году перешёл на работу в Центральный академический театр Советской армии, который в то время носил название театр Красной армии.
За время работы в этом театре участвовал в постановке более двадцати спектаклей не только как художник-постановщик, но и как светотехник. Среди его спектаклей «Не было ни гроша, да вдруг алтын», «Оптимистическая трагедия», «Фабричная девчонка», «Моя семья» и др. Сотрудничал также с другими театрами.
С 1960-х годов начал педагогическую деятельность. Читал курс лекций в Московском энергетическом институте.
Проявил себя, как незаурядный художник-пейзажист. Живопись и акварель Александра Борисовича передают сказочную красоту средней полосы России, Кавказа, Крыма и других мест. Участвовал во многих художественных выставках.
Похоронен в Москве на Кунцевском кладбище.